# Saint-Magloire
| Saint-Magloire                          |                      |
| Saint-Magloire vista da Rota 281 norte. |                      |
| Coordenadas: 46°35' N 70°17'W           |                      |
| Província                               | Quebec               |
| Região administrativa                   | Chaudière-Appalaches |
| Incorporado em                          | 1 de janeiro 1875    |
| Prefeito                                | René Leclerc         |
| Código postal                           | G0R 3M0              |
|                                         |                      |
| Área                                    |                      |
| - Cidade                                | 208,64 km², 80,6 mi² |
| Fuso horário                            | UTC -5               |
| População (2006)                        |                      |
| - Cidade                                | 735                  |
| - Densidade                             | 4 hab/km², 9 hab/mi² |

Saint-Magloire é um município canadense do conselho  municipal regional de Les Etchemins, Quebec, localizado na região administrativa de Chaudière-Appalaches. Em sua área de pouco mais de 200 km², habitam cerca de setecentas pessoas.